# Stelling van Lindström
In de wiskundige logica zegt de stelling van Lindström (genoemd naar de Zweedse logicus Per Lindström) dat de eerste-orde logica de sterkste logica is die, mits deze voldoet aan bepaalde voorwaarden, zoals afsluiting onder logische negatie), zowel de (aftelbare) compactheidseigenschap als de (neerwaartse) Löwenheim-Skolem-eigenschap heeft.

## Voetnoten
1. ↑  (en)  Dale Jacquette, A companion to philosophical logic, 2005, ISBN 1405145757, blz. 329